# Linton (Dakota del Nord)
Linton és una ciutat del comtat d'Emmons de Dakota del Nord, essent la ciutat més gran del comtat. Segons el cens del 2000 tenia 1.321 habitants. La ciutat va ser fundada el 1898.

## La creació de Linton

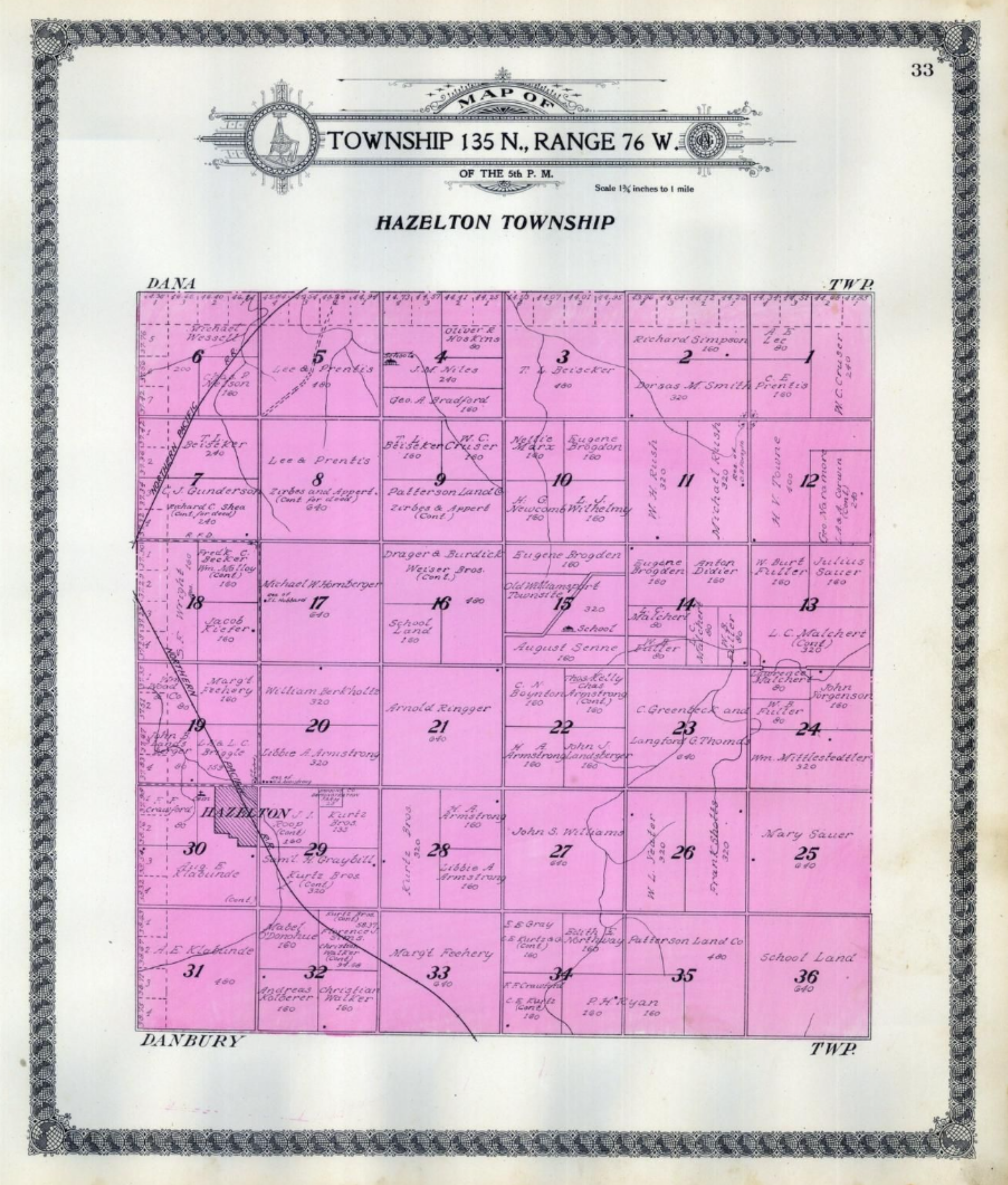
Mapa del township 135N, rang 76W, que mostra la ubicació de la ciutat de Williamsport a la secció 15. Imatge de Standard Atlas of Emmons County, North Dakota, including a Plat Book of the Villages, Cities and Townships in the County, etc. de George A. Ogle & Co., Publishers & Engravers, Chicago, 1916

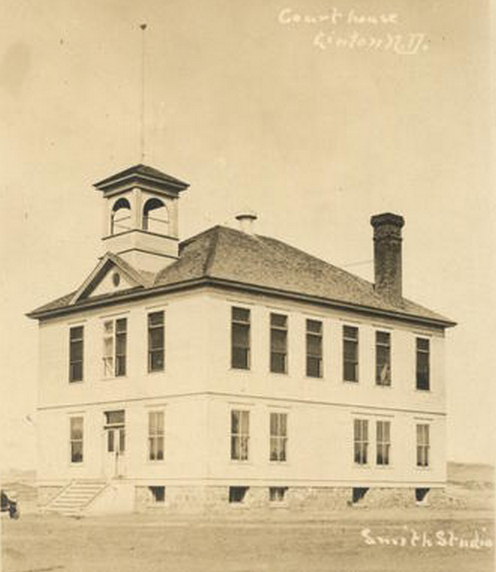
El primer palau de justícia de Linton, construït el 1901 i dissenyat per Milton E. Beebe (1840-1922), arquitecte, Fargo, Dakota del Nord.

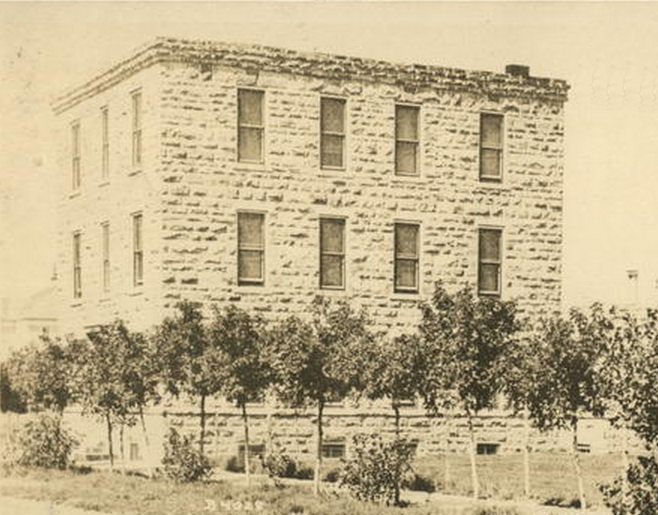
L'Hotel Stone cap al 1913, era propietat i gestionat pel Dr. Rolly Hogue i es considerava "el moblat més elaborat" dels tres de la ciutat i, per tant, "obtenia les tarifes més altes". El doctor Hogue també era el propietari de la farmàcia local i el metge de la família de l'animador Lawrence Welk

La creació de Linton va ser el resultat d'una disputa política entre els residents de la meitat nord del comtat d'Emmons i els de la meitat sud. El 1885, dos anys després de l'organització oficial del comtat, la seu del comtat es trobava a la ciutat de Williamsport, que es trobava a la meitat nord del comtat al Township 135N, Range 76W, Secció 15 al costat est del que avui és el 9è. Ave. SE entre 62nd St. SE i el desocupat 63rd St. SE, a dues milles i mitja al nord-est de Hazelton. Els habitants de la meitat sud estaven molestos ja que la seu del comtat era lluny i la majoria dels líders del comtat eren del nord. A més, la part nord estava més densament poblada que la part sud, cosa que causava problemes a l'hora de votar perquè el nombre més elevat de població donava més influència als «nords» en els temes.
Finalment, es va decidir votar per veure si els veïns estaven a favor de dividir el comtat en dos. En cas d'èxit, la meitat nord continuaria sent anomenada Emmons, amb Williamsport com a seu del comtat, mentre que la meitat sud s'anomenaria Winona amb la ciutat de Winona com a nova seu del govern del comtat. Quan es van comptabilitzar els vots, els veïns havien decidit no dividir el comtat. Tanmateix, això no va acabar amb la disputa, i l'esforç per traslladar la seu del govern de Williamsport a Winona va continuar. Durant les dècades de 1880 i 1890 feren tres votacions. Les dues primeres no reeixiren. En la tercera es decidí el trasllat de la seu del comtat al centre del comtat i crear una nova ciutat, que finalment es va convertir en la ciutat de Linton.
La gent del nord encara volia mantenir la seu a Williamsport, però, van preferir acusacions que afirmaven que les eleccions eren "fraudulentes i il·legals", i van obtenir una ordre judicial per impedir-ne el trasllat. Els sudistes es van indignar tant per aquesta acció que van anar a Williamsport el gener de 1899 per prendre possessió dels registres del comtat i traslladar-los a la nova seu del comtat. Els homes anaven armats i no van trobar resistència i prengueren els registres, incloent, segons un relat de l'aleshores agent John Bartu, una caixa forta de dues tones (aquesta caixa forta es troba ara a la col·lecció del Museu del Comtat d'Emmons a Linton). No es van presentar càrrecs contra els homes, tot i que els interessos de Williamsport van aconseguir portar els registres a la seva ciutat i van provocar que s'ordenessin altres eleccions que requeririen l'aprovació d'una majoria de dos terços dels votants perquè Linton mantingués la seva posició com a seu del comtat (aquestes eleccions mai es van celebrar). Tot i que els registres foren duts a Linton, el cas es s'arrossegà pels tribunals diversos mesos, durant els quals s'esperava que acabés al tribunal suprem de l'estat. L'afer es va resoldre finalment quan E.S. Allen, l'advocat de la gent de Williamsport, va proposar que el cas fos desestimat, per la qual cosa la ciutat de Linton prevalgué i la seu del comtat d'Emmons s'hi ha mantingut des d'aleshores. Com a resultat de perdre la seva posició com a seu del comtat, i perquè el Northern Pacific Railway preferia la ubicació de Linton quan van construir una branca a la zona cap al 1897, Williamsport va deixar d'existir com a comunitat als primers anys del segle XX i el lloc avui està ocupat per terres de conreu.
El diari més antic de la comunitat, The Emmons County Record, va començar a publicar-se l'any 1884 a Williamsport, però Darwin R. Streeter, el seu fundador, va traslladar-lo a Linton el 1899. Streeter va continuar com a editor del diari fins al gener de 1914, moment en el qual el seu control va passar a mans del seu fill Frank. El diari s'ha publicat de manera continuada des del moment de la seva fundació.